# Таналик
Таналик (на руски: Таналык; на башкирски: Таналыҡ) е река в Република Башкортостан и Оренбургска област на Русия, десен приток на река Урал. Дължина 225 km. Площ на водосборния басейн 4160 km².
Река Таналик води началото на 840 m н.в., от най-високата част на хребета Ирендик (в Южен Урал), на 4 km източно от село Исяново, в югоизточната част на Република Башкортостан. По цялото си протежение, с изключение на най-долното си течение, тече предимно в южна посока през югоизточната част на Република Башкортостан. До град Баймак е типична планинска река, след което навлиза в западната, висока част на Зауралската равнина, като силно меандрира и долината ѝ е осеяна със стотици старици (изоставено речно корито). Гъстота на речната мрежа 0,24 km/km², модул на годишния отток 2 l/s/km², ширина на речното корито 2 – 35 m, дълбочина 0,5 – 2 m, скорост на течението 0,1 – 0,2 m/s. Влива се отдясно в река Урал (в Таналикския залив на Ираклинското водохранилище), при нейния 1827 km, на 240 m н.в., в северната част на Оренбургска област. Основен приток Бузавлик (49 km, десен). Среден годишен отток на 59 km от устието 2,96 m³/s. Ежегодно пресъхва за 8 – 10 месеца. Заледява се през 2-рата половина на октомври, а се размразява през април. По течението и са разположени няколко десетки населени места само в Република Башкортостан, в т.ч. град Баймак, голямото село Бурибай и районният център село Акъяр.